# Lycianthes sanctaeclarae
Lycianthes sanctaeclarae är en potatisväxtart som först beskrevs av Greenman, och fick sitt nu gällande namn av W.G. D'arcy. Lycianthes sanctaeclarae ingår i Himmelsögonsläktet som ingår i familjen potatisväxter. Inga underarter finns listade i Catalogue of Life.